# Nerillidium gracile
Nerillidium gracile är en ringmaskart som beskrevs av Adolf Remane 1925. Nerillidium gracile ingår i släktet Nerillidium och familjen Nerillidae. Arten är reproducerande i Sverige. Inga underarter finns listade i Catalogue of Life.